# Casco antiguo de Ciudadela
El casco antiguo de Ciudadela es el conjunto histórico protegido como Bien de Interés Cultural (BIC) de la localidad española de Ciudadela, en la isla de Menorca.
Este conjunto se encuentra en el que, hasta el siglo XIX, era la ciudad amurallada. Delimita con la Contramurada, un paseo que flanquea la antigua población. El casco antiguo está configurado por pequeñas calles, de origen árabe y medieval. Es el espacio donde se encuentran la mayor parte de los monumentos de la ciudad. Casi todo el centro es peatonal, motivo por el cual es un lugar ideal para pasear y comprar.

## Historia

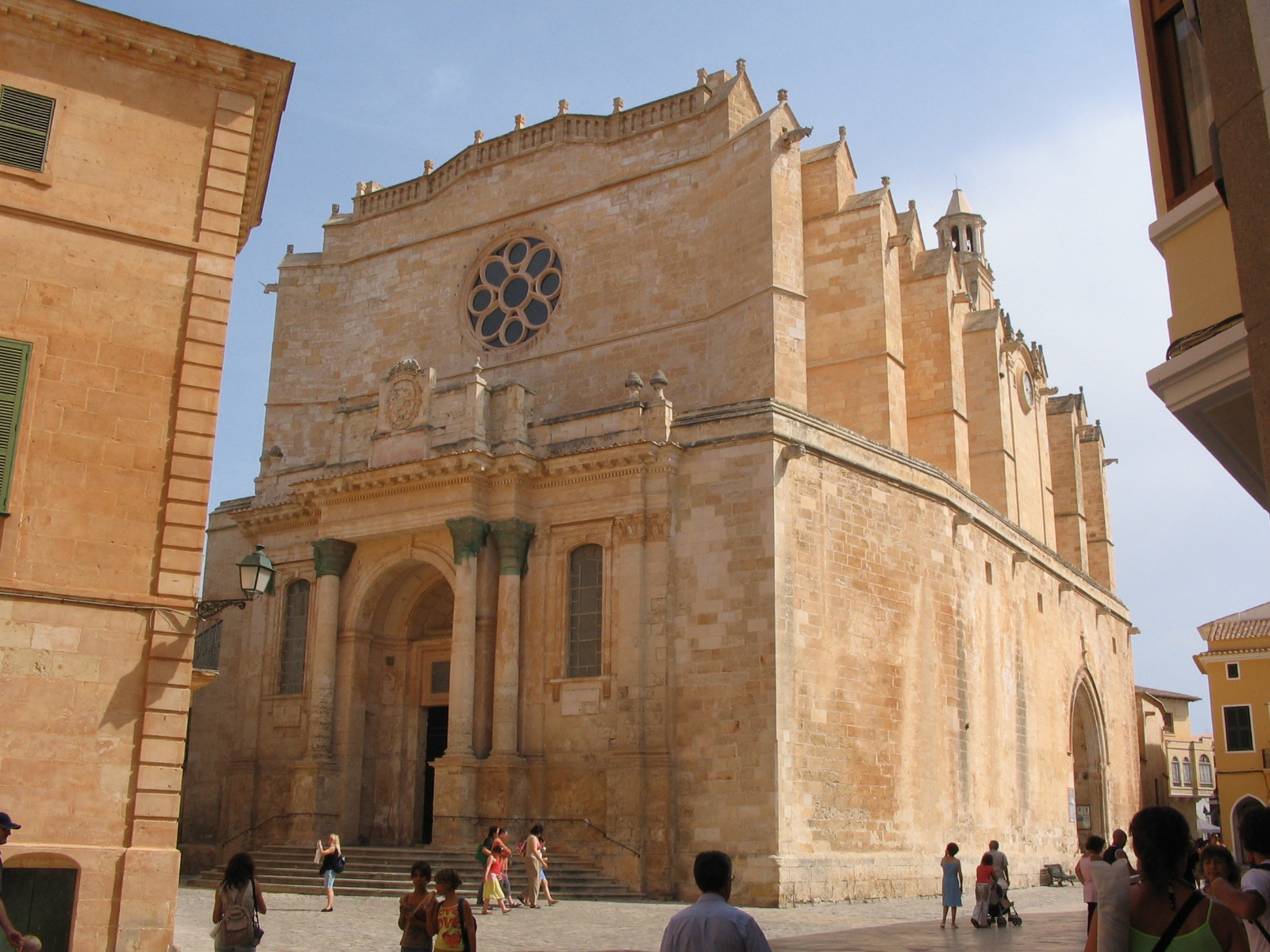
Catedral de Santa María de Ciudadela, en el casco antiguo

La localidad de Ciudadela es una de las que cuenta con más historia de la isla. Muy cerca del núcleo actual, se pueden encontrar yacimientos arqueológicos con vestigios de los primeros habitantes de Menorca (cultura talaiòtica), así como un posible asentamiento fenicio. Posteriormente, Ciudadela, como el resto de la isla, vivió el paso de varias culturas que se establecieron a lo largo del periodo histórico; desde los romanos (en los siglos I e II dC), que fundaron la actual Ciudadela (Iamo), a los vándalos, pasando por el Imperio bizantino, en el año 534, hasta llegar a la dominación islámica (Medina Manurqa), durante los siglos IX y XI, que acabaron de configurar buena parte del actual trazado de las calles de la ciudad, y era la catedral la antigua mezquita Mayor. Durante la época musulmana, Ciudadela era la capital de la isla, y es por eso por lo que era también el lugar de residencia del gobernador. Posteriormente, el rey Alfonso III, en 1287, la conquistó y repobló con gente del norte de Cataluña.
El casco antiguo de Ciudadela se mantuvo amurallado hasta finales del siglo XIX. Esta muralla, de origen romano y árabe, se reforzó después de la conquista aragonesa, a pesar de que fue parcialmente destruida en el asalto turco de 1558, y reconstruida en el siglo XVII. Hoy en día solo se conservan dos baluartes: el bastión de sa Font y el del Gobernador, que se encuentra detrás del Ayuntamiento. En el transcurso de los siglos XVII y XVIII es cuando más riqueza arquitectónica se desarrolla en Ciudadela, con la construcción de palacios e iglesias dentro de los muros de la ciudad.

## Reconocimiento y protección
El casco antiguo de Ciudadela está formado por una serie de edificios de singular valor arquitectónico, dotando la ciudad de una fisionomía única y convirtiéndola en una ciudad monumental. Además, el buen estado de conservación y la unidad de este núcleo histórico hizo que en 1964 fuera declarado conjunto historicoartístico estatal.
Posteriormente, en 1985, recibió la clasificación de Bien de Interés Cultural por la Ley estatal de patrimonio histórico que, en 1998, se reafirmó mediante la Ley autonómica, quedando categorizado como conjunto histórico. En 1999, se aprobó el Plan especial de protección del conjunto histórico de Ciudadela, que regula las actuaciones urbanísticas que se desarrollan dentro del término, con el objetivo de asegurar la conservación de la ciudad menorquina.
Para facilitar el conocimiento del núcleo histórico, el Ayuntamiento de Ciudadela impulsó la creación de un itinerario numerado, que consta de placas explicativas en las fachadas de los edificios, así como de un plano urbano para situarlos y explicarlos a los visitantes.

## Lugares de interés

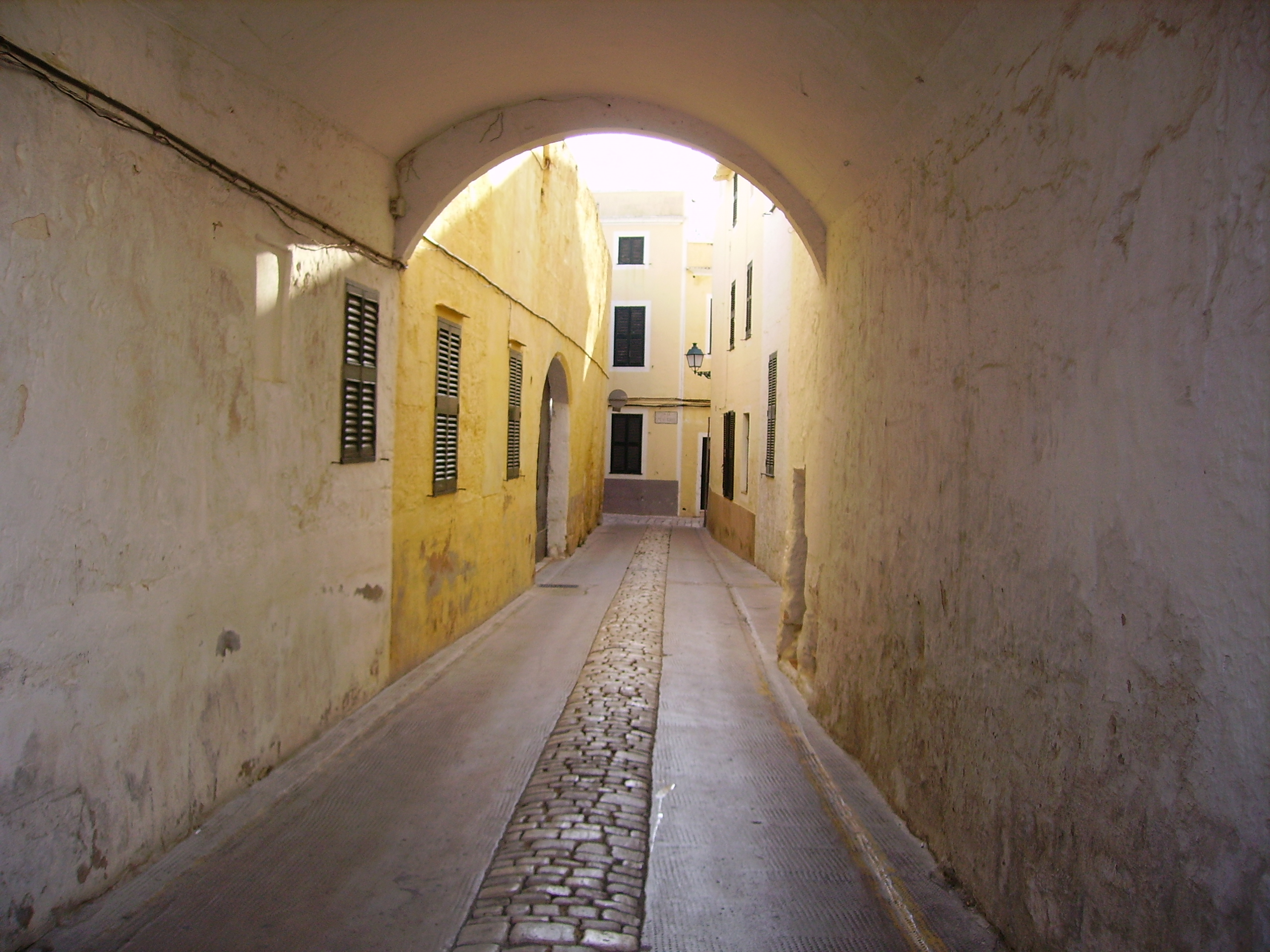
Un callejón del casco antiguo de Ciudadela

- Catedral de Santa María de Ciudadela (siglos XIV y XVI)
- Ses Voltes (siglos XVI-XX)
- Can Saura (siglos XVII-XVIII)
- Iglesia del Roser (siglos XVII-XVIII)
- Can Olivar (siglos XVII-XIX)
- Iglesia del convento de los Agustins (siglo XVII)
- Iglesia del Santo Cristo (siglo XVII)
- Bastión de sa Font (siglo XVII)
- Iglesia de Sant Josep (siglo XVII)
- Torre de Santo Nicolau (siglo XVII)
- Claustro del Seminario (siglos XVII-XVIII)
- Cas Baró (siglo XVII)
- Iglesia de Sant Francesc (siglos XVII-XIX)
- Casa Consistorial (siglo XVII-XX)
- Cas Llevo (siglos XVIII-XIX)
- Can Squella (siglos XVIII-XIX)
- Palacio Episcopal (siglos XVIII-XIX)
- Can Saura-Morell (siglos XVIII-XIX)
- Cas Conde (siglo XIX)
- Can Salort (siglo XIX)
- Molino des Comte (siglo XIX)

## Galería de imágenes

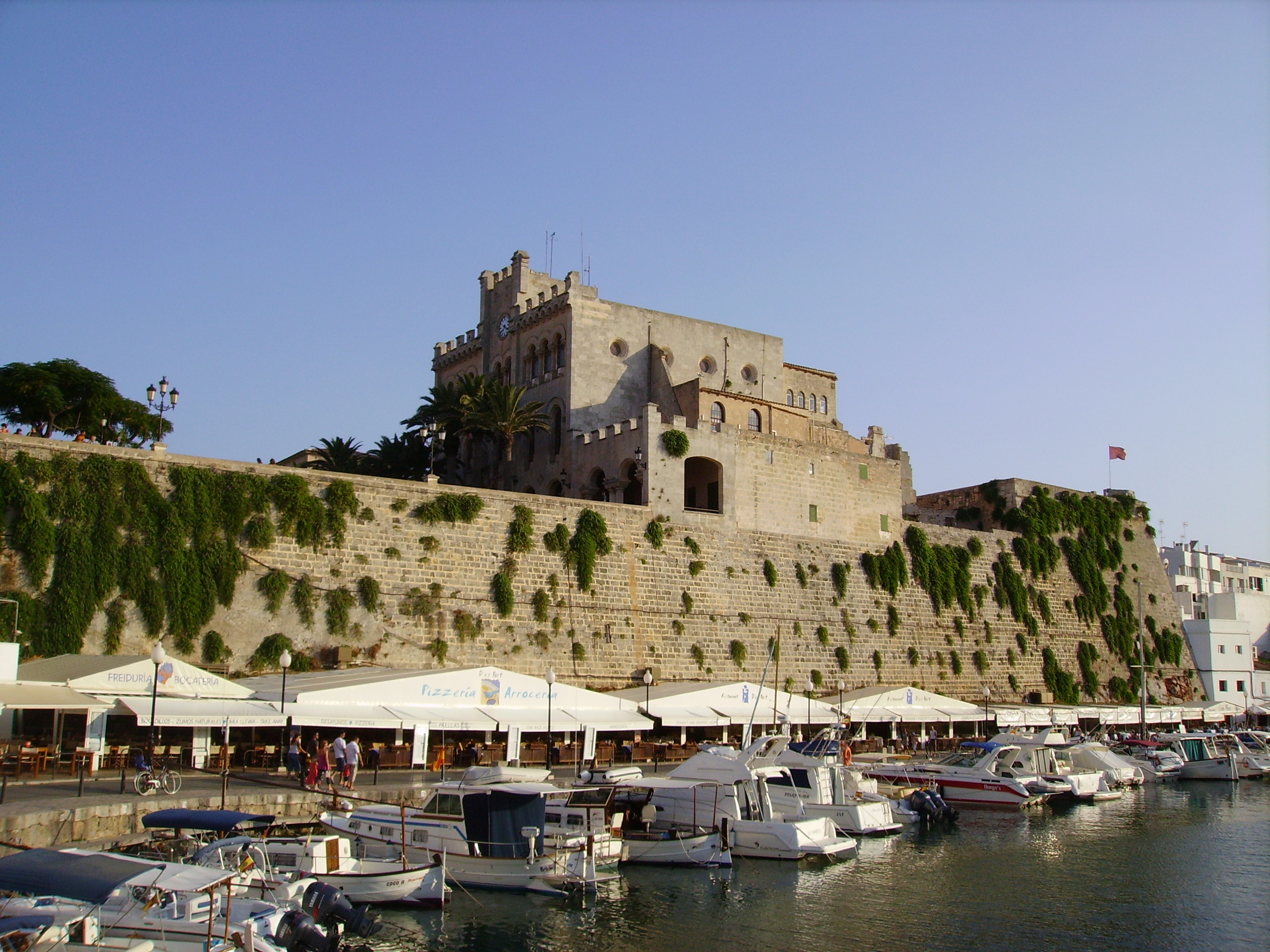
Muralla y casa Consistorial
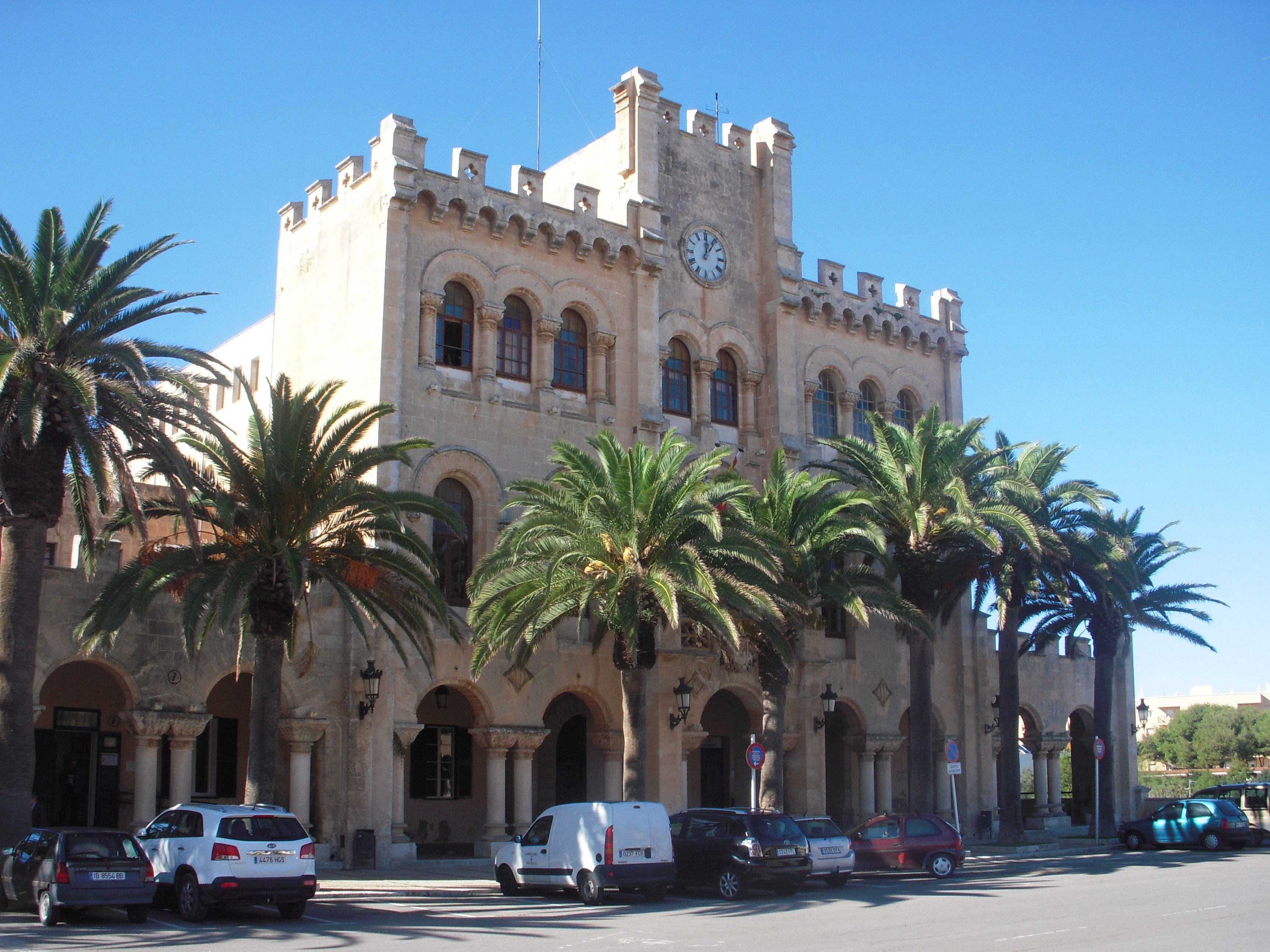
Casa consistorial
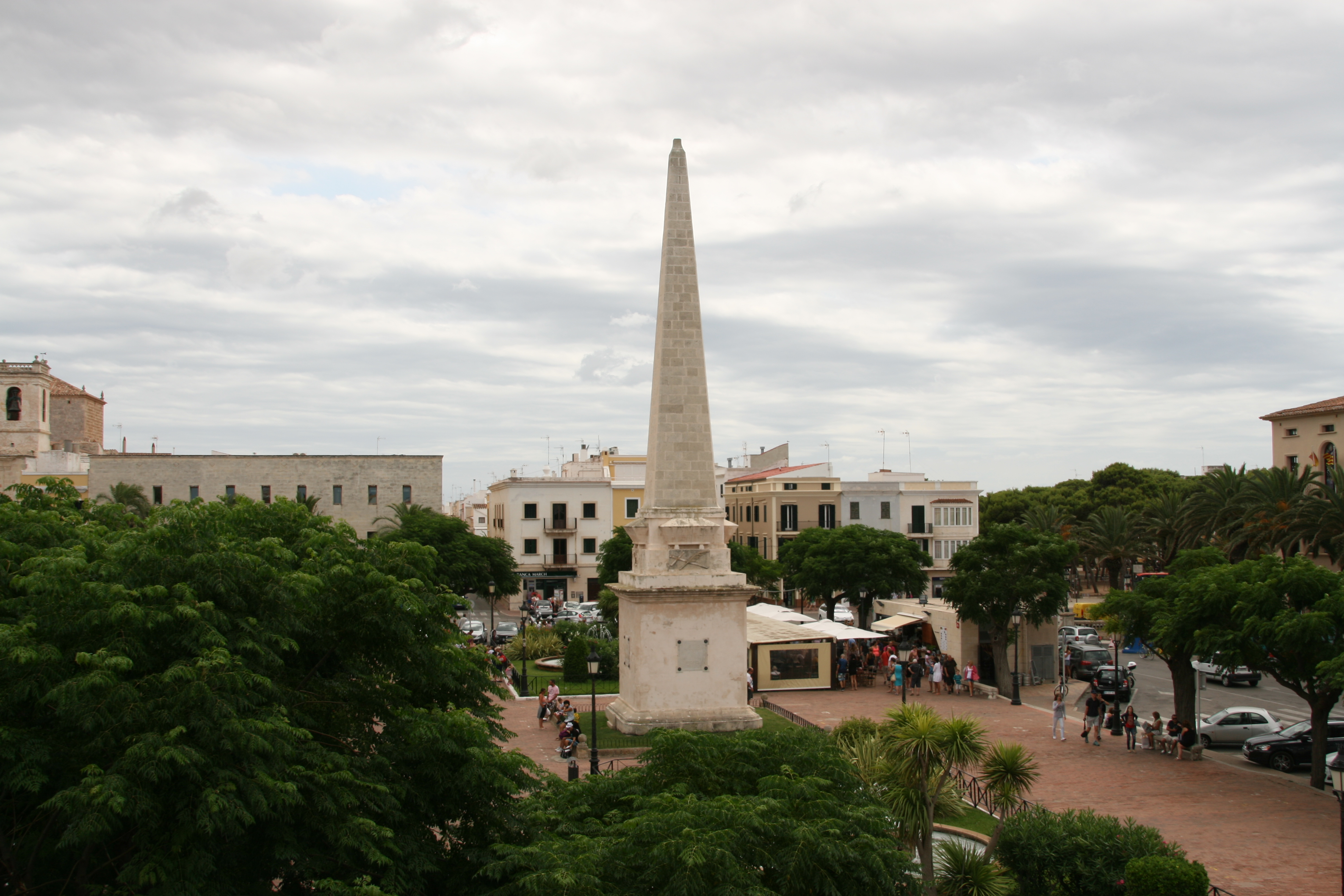
Obelisco de la plaza des Born
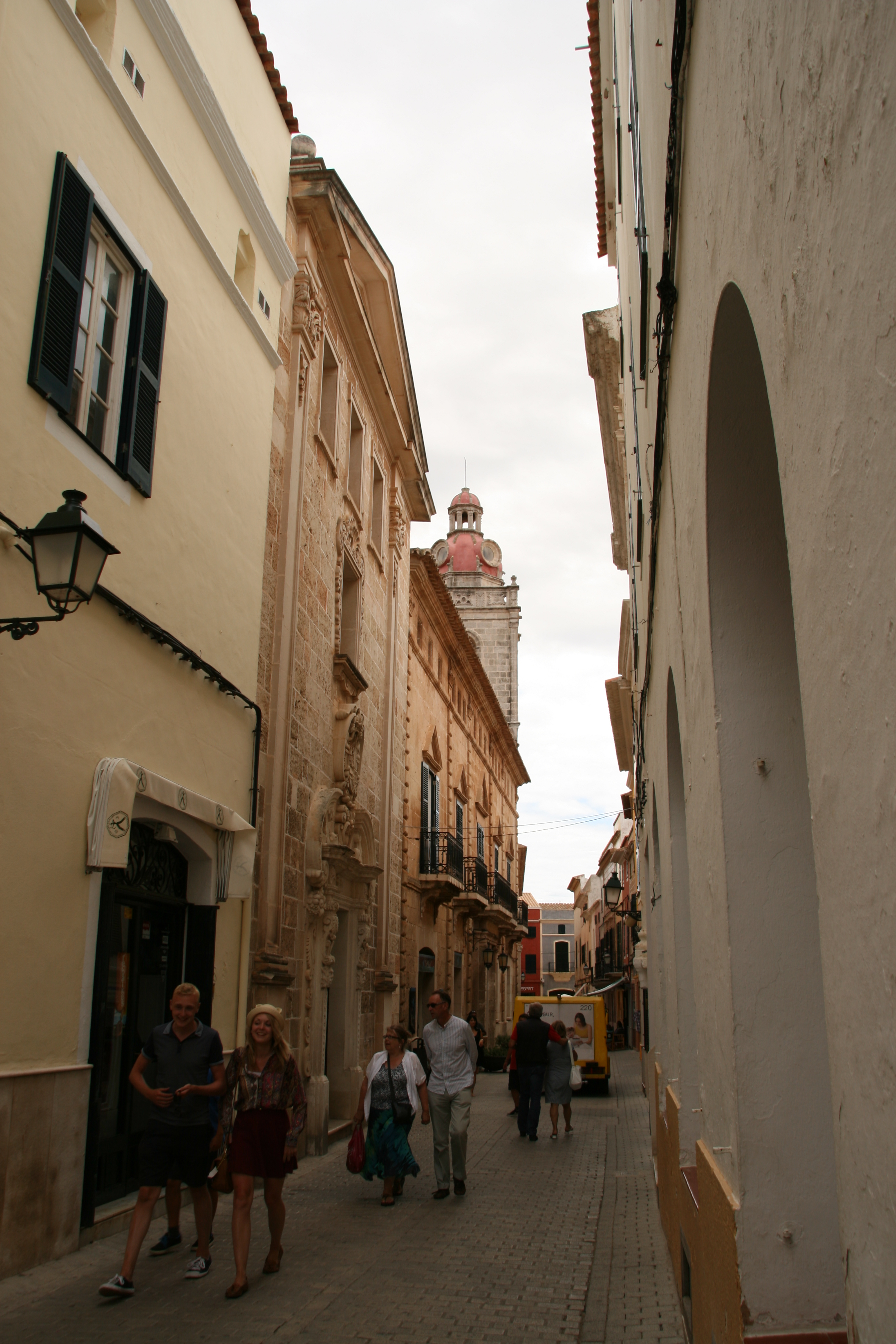
Calle del Seminario
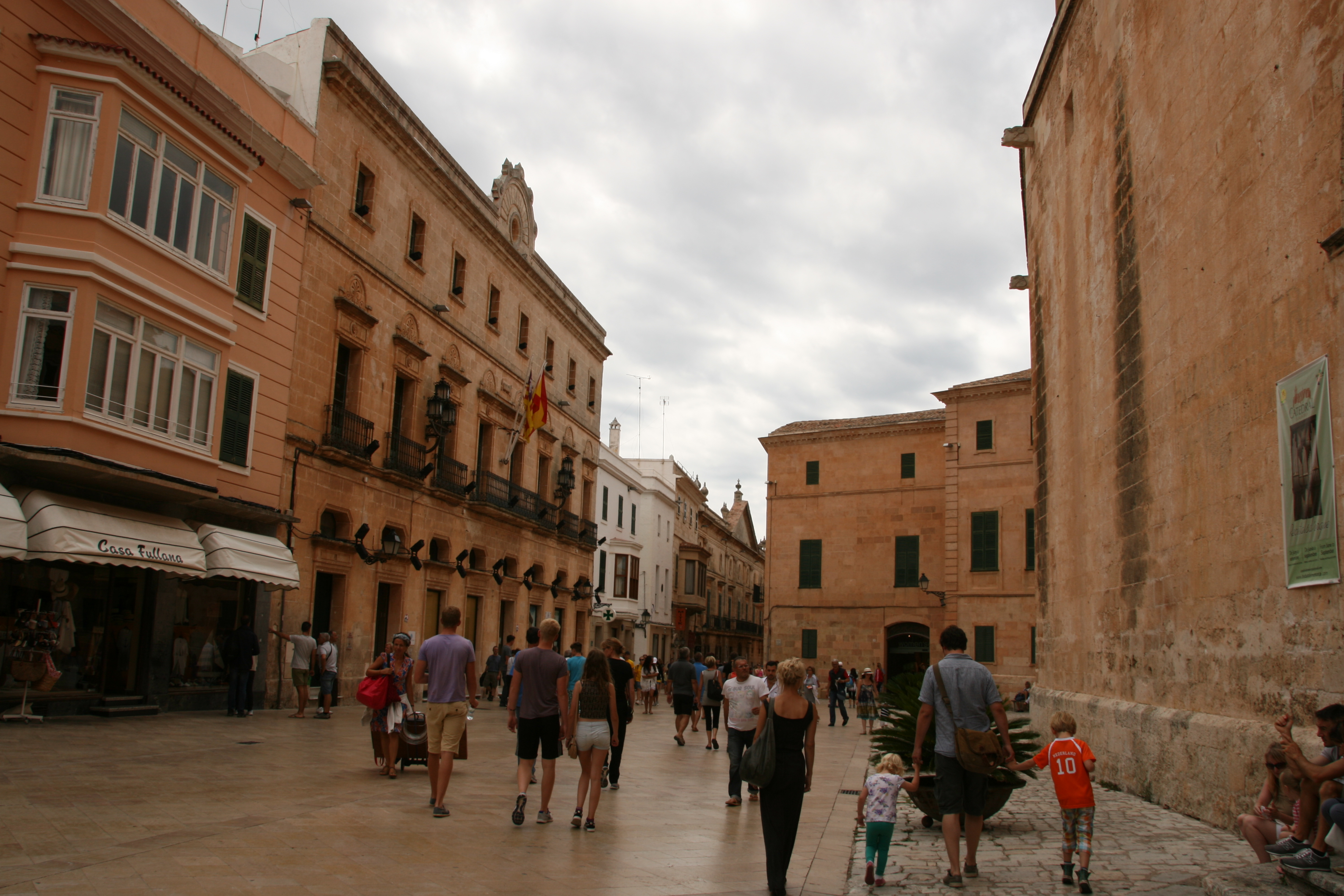
Plaza de la Catedral
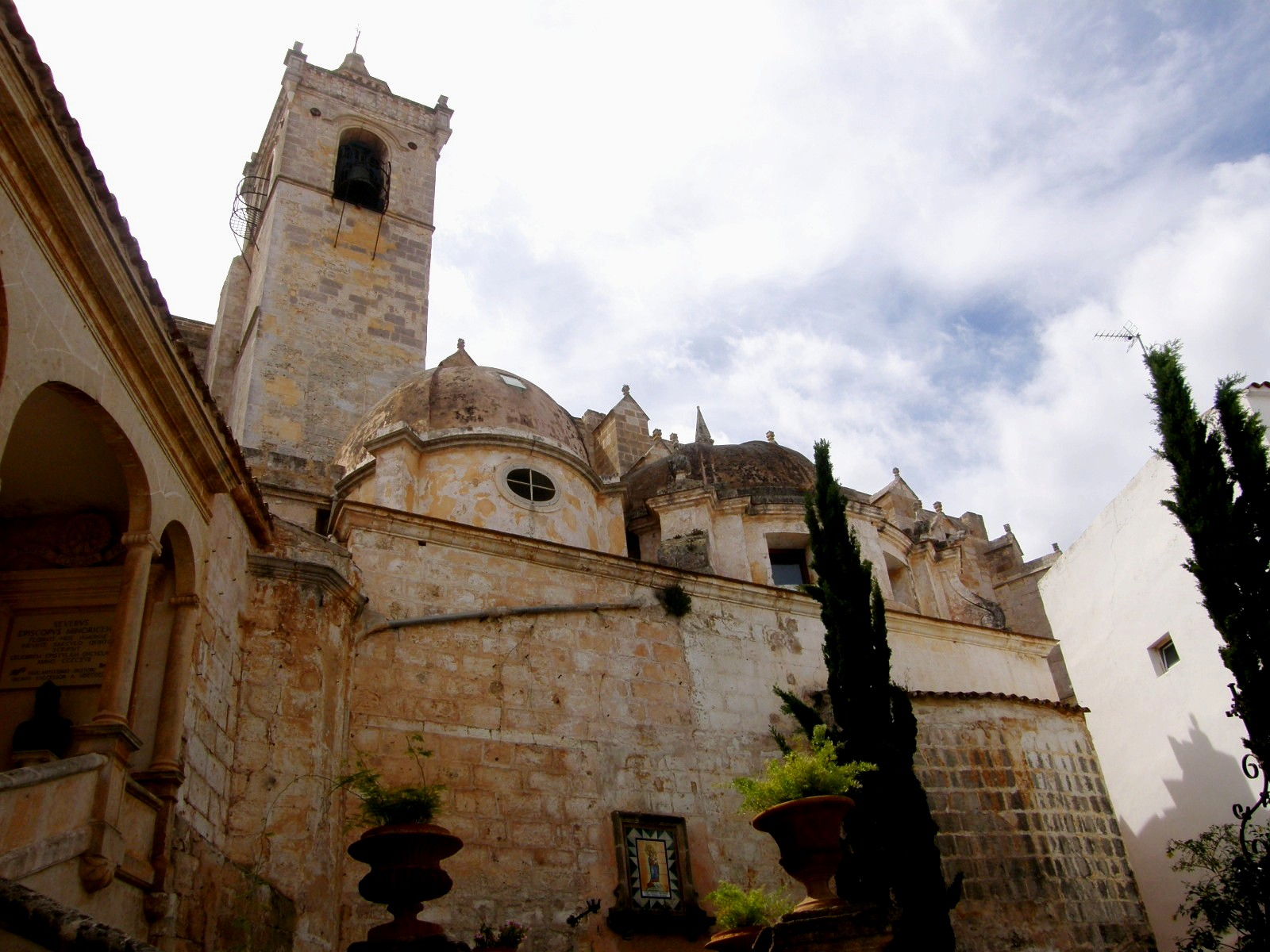
Catedral de Ciudadela
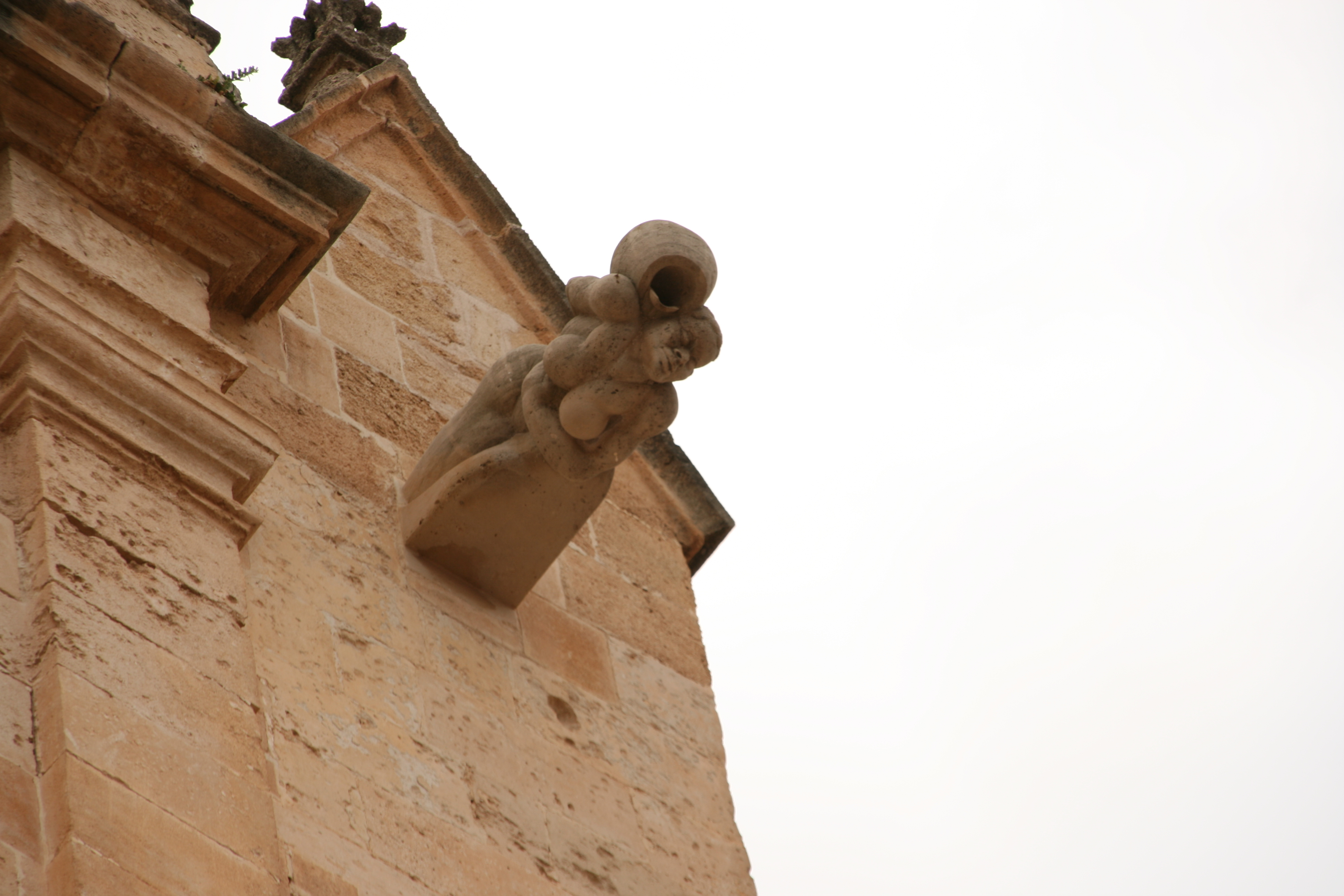
Una gárgola de la catedral de Ciudadela
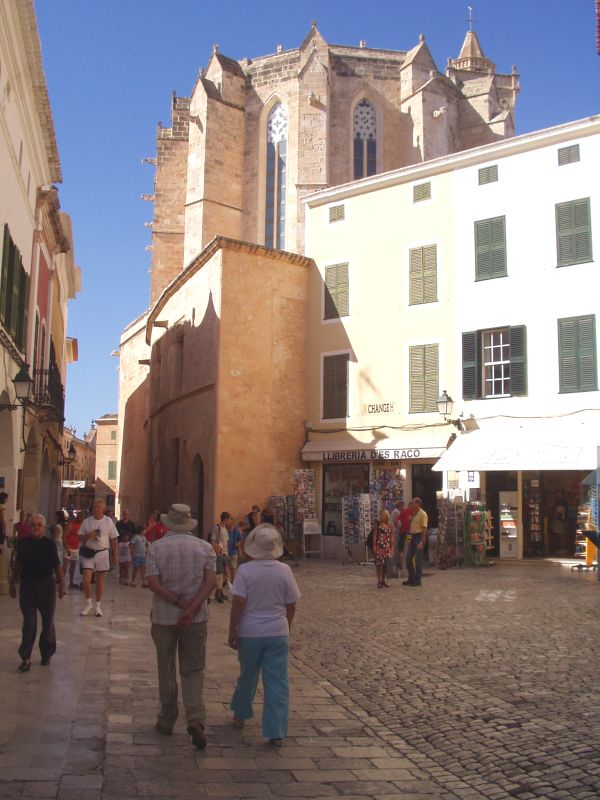
Catedral desde Ses Voltes
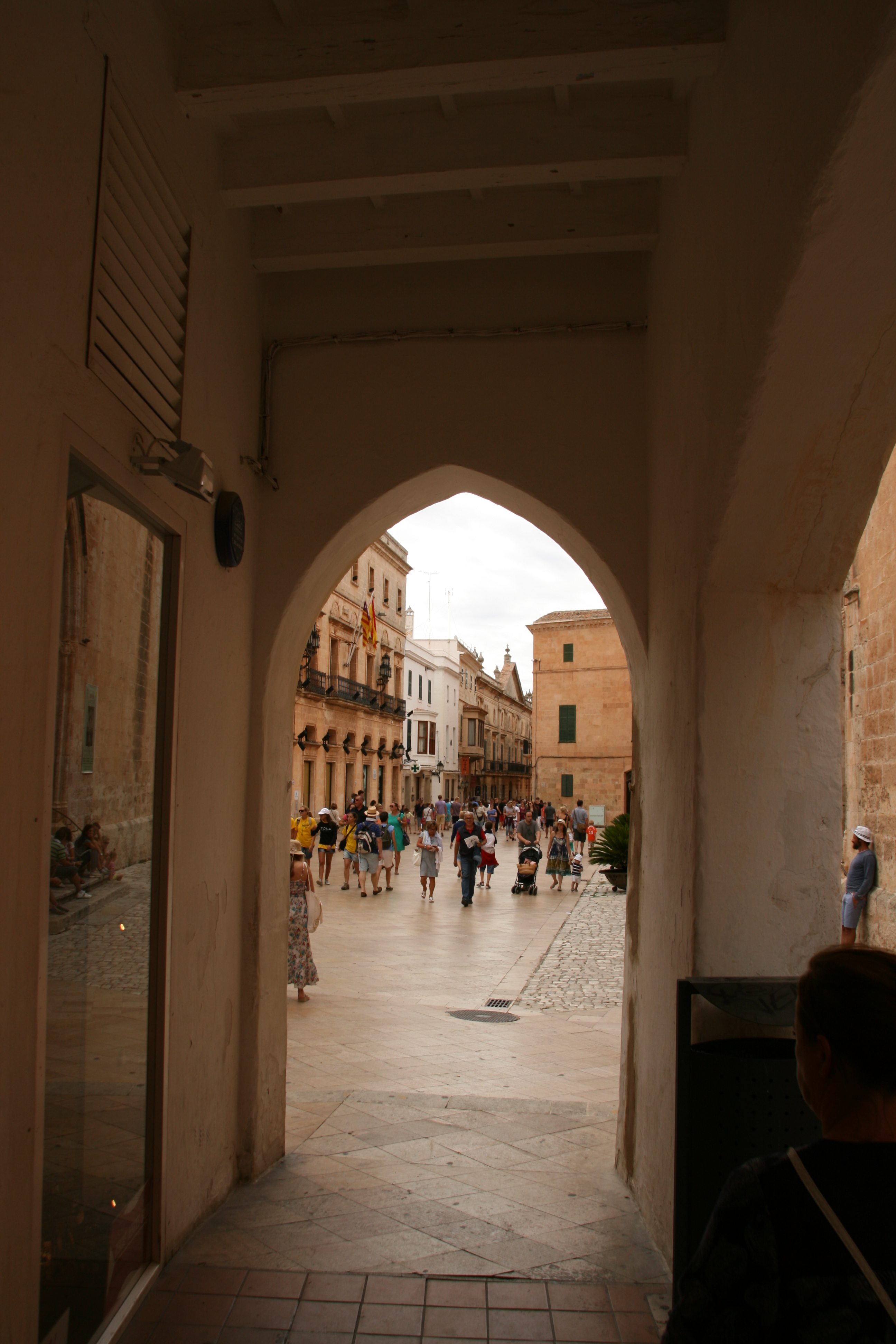
Ses Voltes
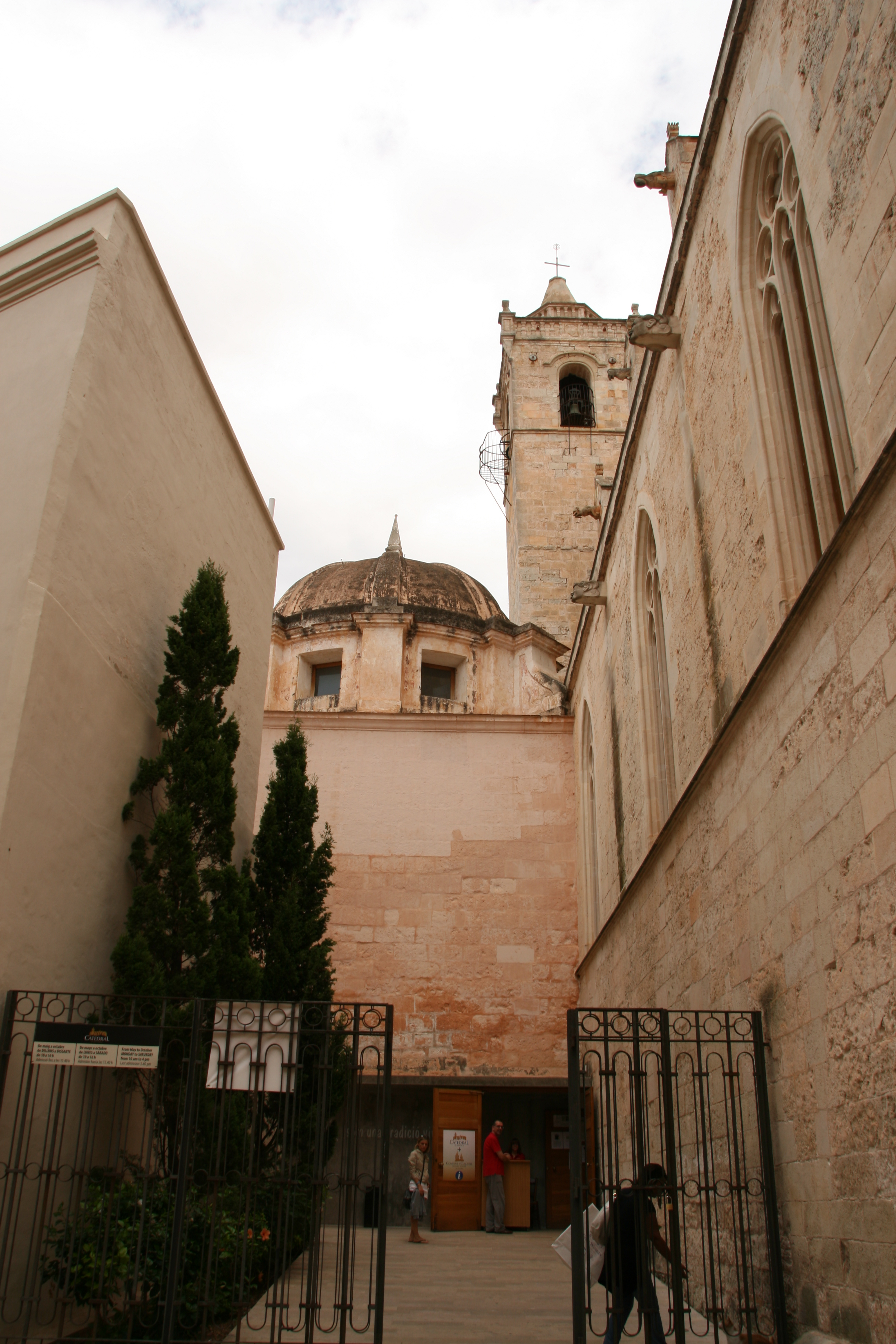
Acceso al palacio episcopal
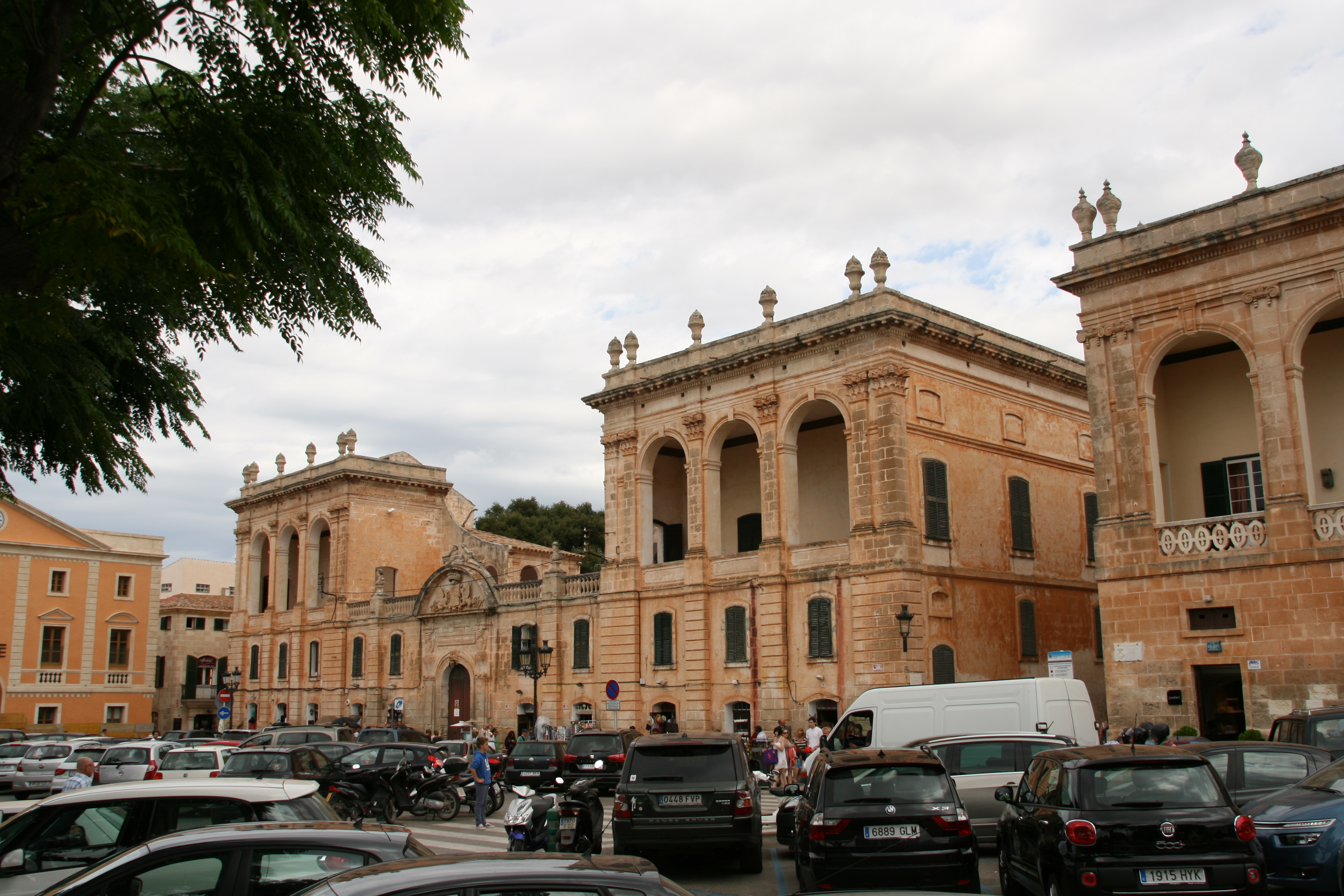
Cas Conde
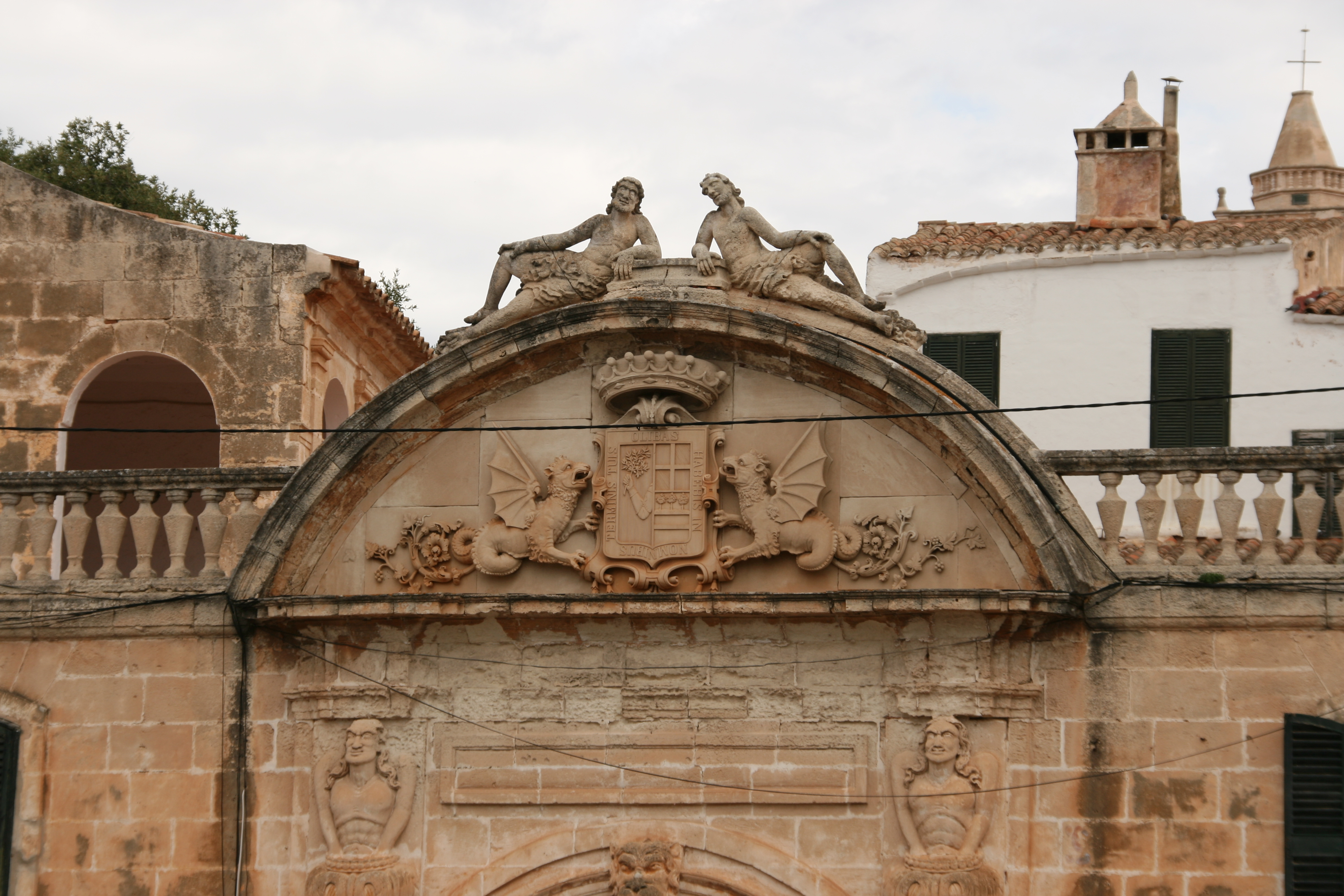
Detalle de la fachada de Cas Conde
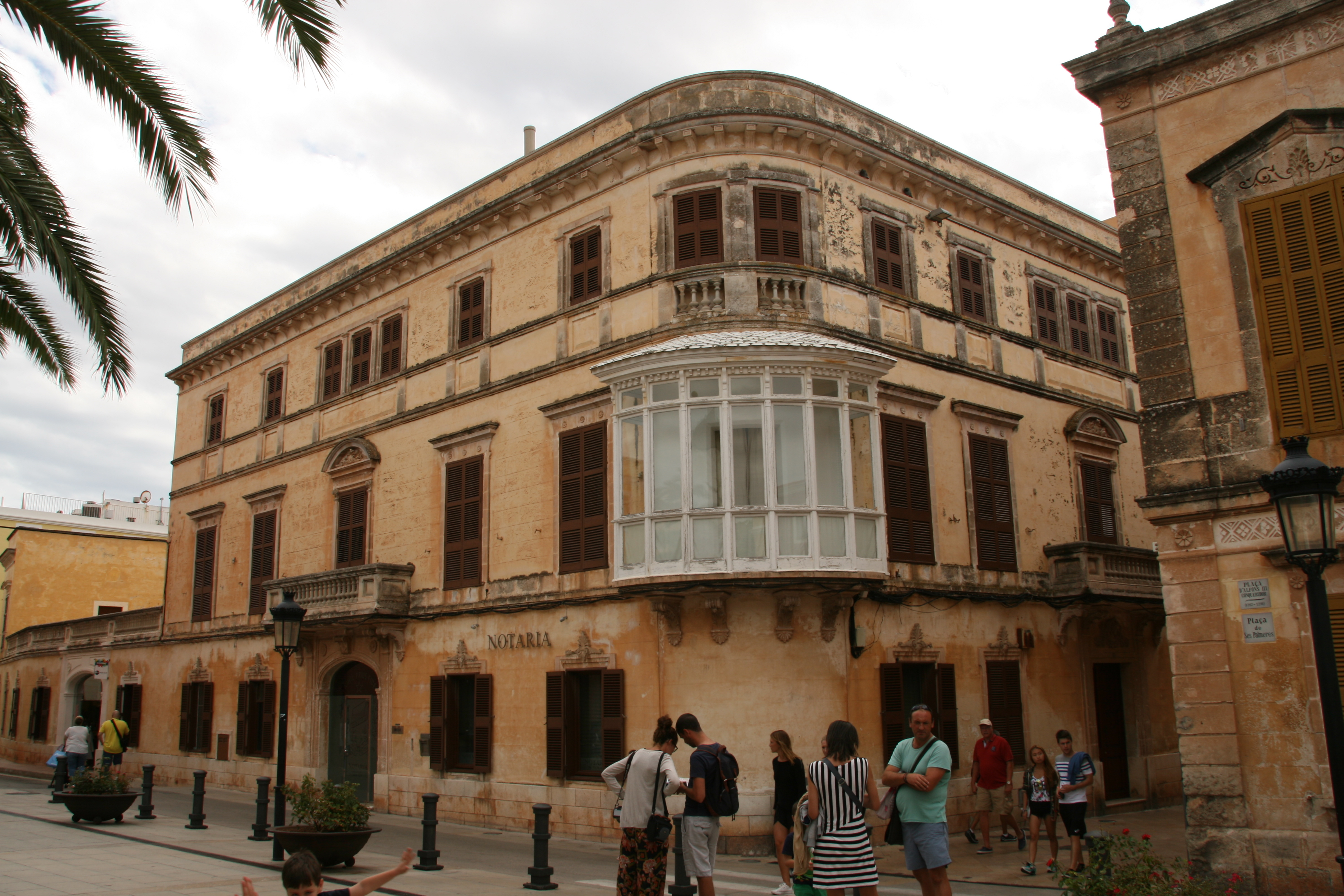
Plaza de Alfonso XIII
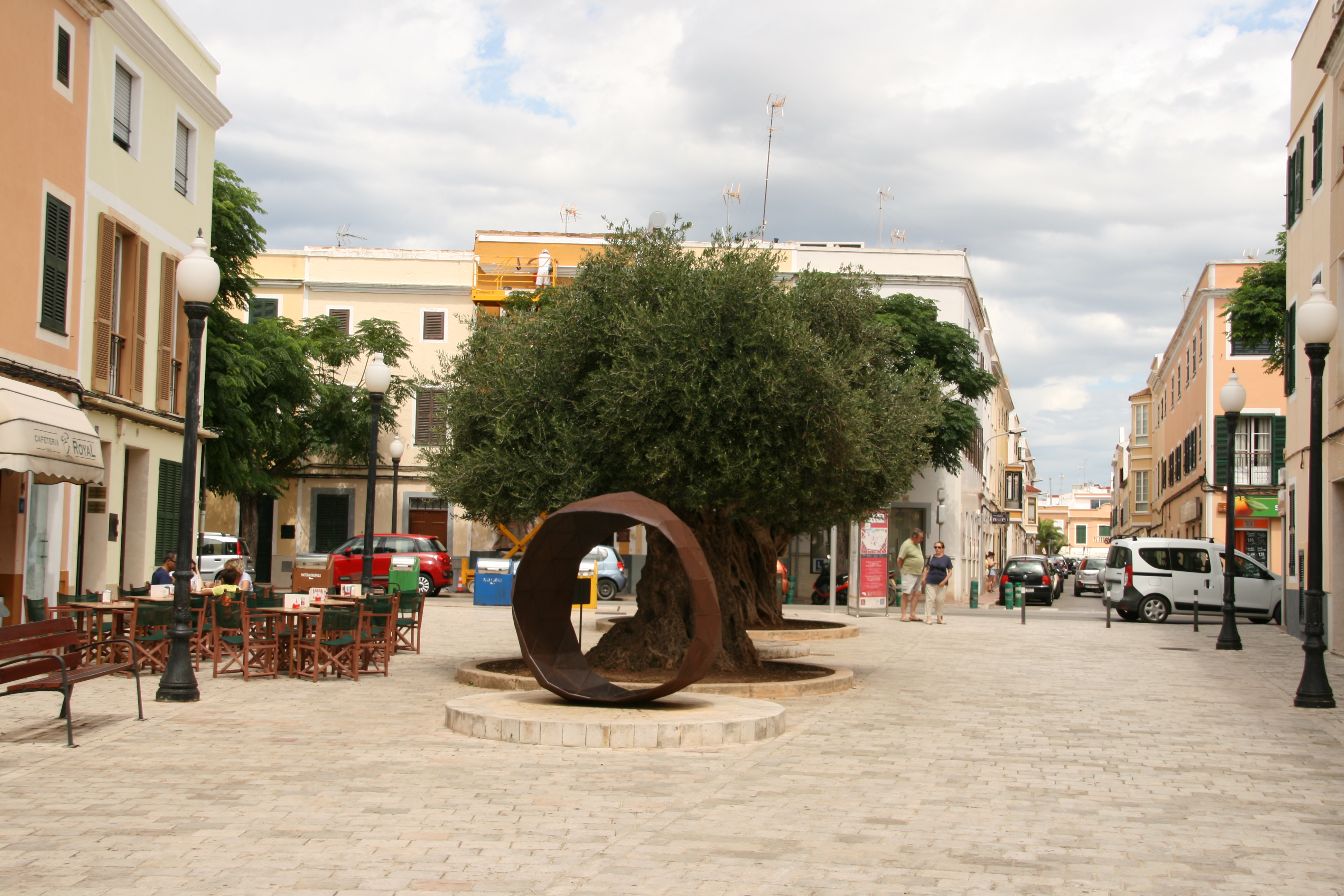
Plaza de Federico Pareja
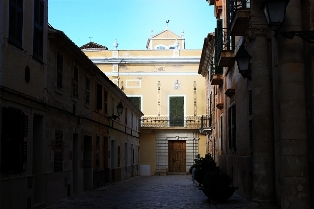
Fachada del palacio Squella